# Snellenius latigenus
Snellenius latigenus är en stekelart som beskrevs av Guang Yu Luo och You 2005. Snellenius latigenus ingår i släktet Snellenius och familjen bracksteklar. Inga underarter finns listade i Catalogue of Life.